# Sceaf

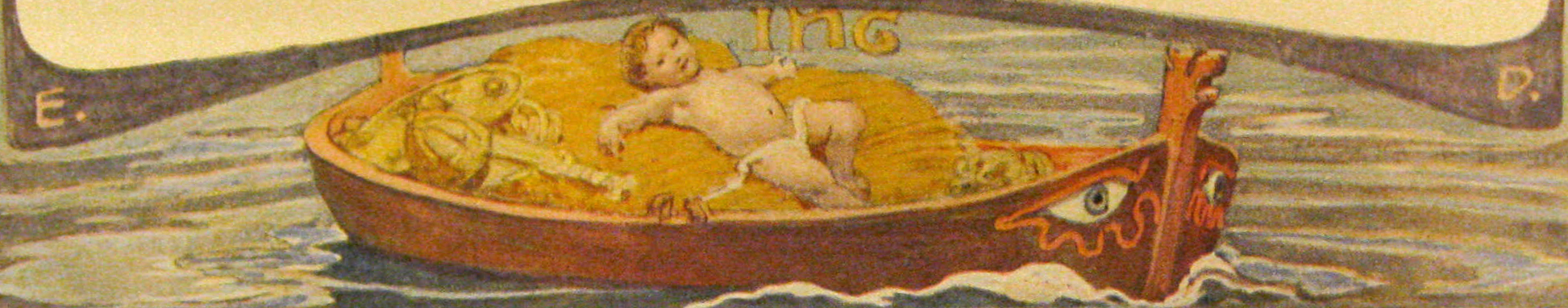
Sceafa als Kind im Boot hier mit Ing gleichgesetzt

Sceaf (altenglisch: Scēaf), Sceafa (Scēafa) oder Scef (Scēf), war der angelsächsischen Überlieferung nach ein sagenhafter König, der nach dem Widsith über die Langobarden herrschte. Nach der Sage erschien Sceafa eines Tages auf mysteriöse Weise als kleines Kind in einem unbemannten Boot an der Küste Skandinaviens. Der Name erscheint in den Genealogien verderbt auch als Seskef, Stefius, Strephius oder Stresaeus oder latinisiert Scefius. Der britische Autor J. R. R. Tolkien benutzte eine recht moderne Umsetzung des Namens als King Sheave.

## Hintergrund
Namendeutung
Scēaf und Scēafa sind identisch mit dem altenglischen Wort scēaf „Garbe“ und entsprechen althochdeutsch scoub „Garbe“ und dem deutschen Wort (Korn-)Schaub.

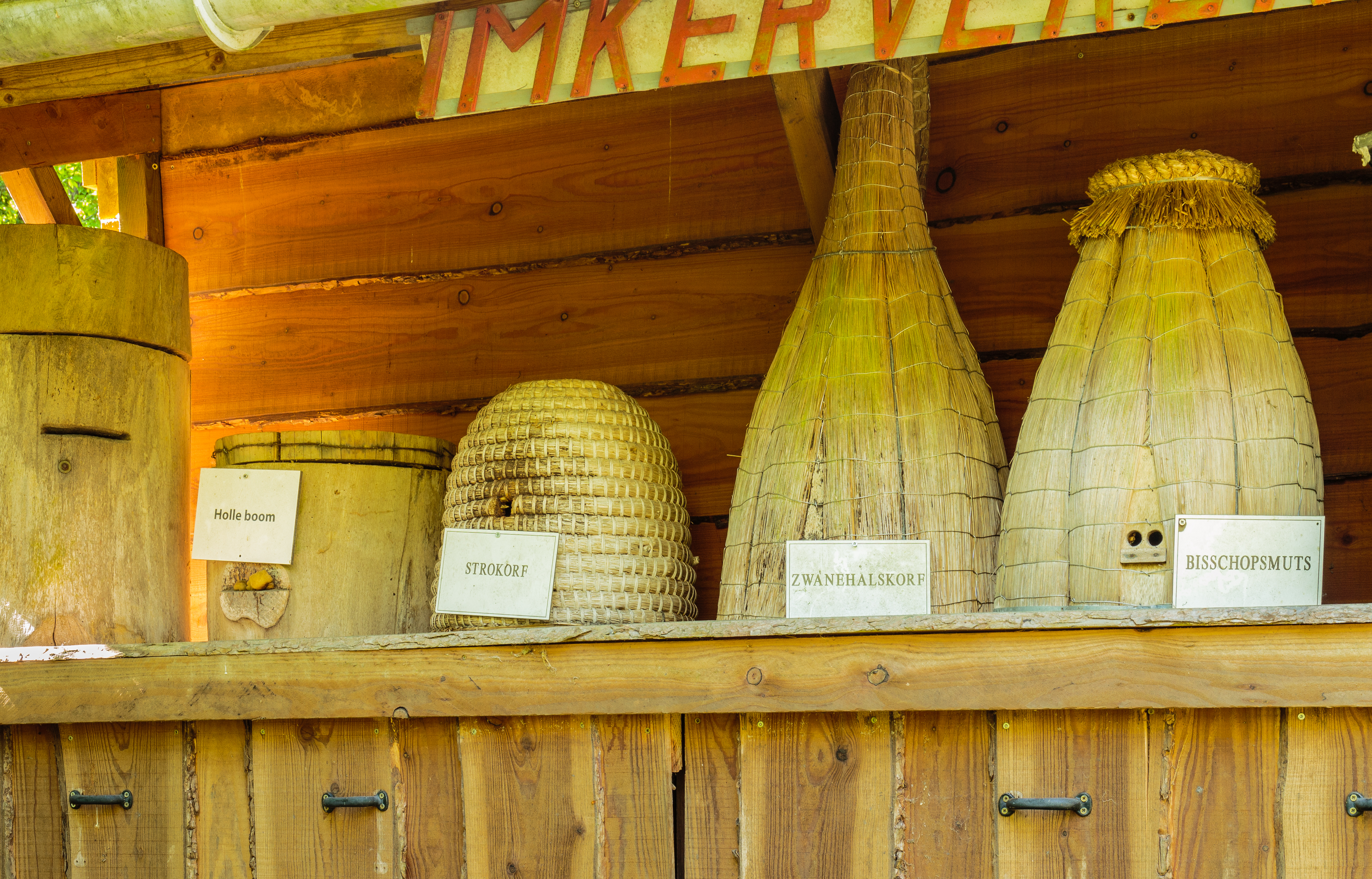
Skeps: Es gibt keine definitive Form oder Material

Allerdings spricht einiges dafür, dass Sceaf in einem Schaff oder gar einem Bienenkorb (vgl. English skep, altnordisch und friesisch skeppa und „Beowulf“ = Bienenwolf) ausgesetzt wurde, um eine Ähnlichkeit mit Moses herzustellen, zumal diese Wörter mit den Wörtern Schiff und skiff urverwandt sind. Die Garbe wäre dann von William von Malmesbury später falsch hineininterpretiert worden.
Ähnlichkeiten mit Sargon von Akkad und Moses
Von Exegeten ist die Auffassung vertreten worden, dass die aus neuassyrischen Texten (um das 8. Jahrhundert vor Chr.) bekannte Legende von Sargon von Akkad die Vorlage oder die „nächste Parallele“ von Ex 2,1–10 sei. Die Ähnlichkeiten sind vor allem darin gesehen worden, dass […] das Kind in einem wasserdichten Röhrichtkästchen […] gefunden wird und dass der Retter es adoptiert (Zeilen 5–9):

„[…] Sie legte mich in ein Schilfkästchen. Mit Bitumen dichtete sie meine Behausung ab. Sie setzte mich am Fluß aus, der (mich) nicht überspülte. Akki, der Wasserschöpfer, zog mich heraus, als er seinen Wassereimer eintauchte. Akki, der Wasserschöpfer, zog mich als sein Adoptivkind groß.“

Mit dem Wasserschöpfer kommt eine weitere Ähnlichkeit ins Spiel: nämlich die Metapher des Schöpfens. Wie Sargon von Akkad wurde Moses aus dem Fluss „geschöpft“ und die Ähnlichkeit des Namens Sceaf mit dem Proto-Germanic *skapjaną, woher das Althochdeutsch skepfen, scephen und Deutsch schöpfen, ist nicht zu unterschätzen.

### Widsith
In der altenglischen Dichtung Widsith aus dem 6. oder 7. Jahrhundert im Exeter-Buch ist sein Name bei der Auflistung bekannter Könige und ihrer Herrschaftsgebiete als „Scēafa Longbeardum“ eingetragen, also als „Sceafa (regierte) die Langobarden“. Die langobardische Überlieferung kennt keinen König dieses Namens. Nach der Origo Gentis Langobardorum stammen die Langobarden aus Skandinavien („Scandanan“), wo sie Winniler hießen, und von den ebenfalls sagenhaften Brüdern Ybor und Agyo angeführt wurden.

### Abstammungslinien der angelsächsischen Könige
Sceaf erscheint als ältester Stammvater germanischer Prägung in den Chroniken und Verzeichnissen der englischen Könige und gilt als Sohn des biblischen Noah. Die meisten Königslinien der angelsächsischen Heptarchie nennen als gemeinsamen Stammvater den Gott Woden. Einige Stammbäume gehen zurück bis auf Geat. Die Historia Britonum bezeichnet Geat als den Sohn Gottes. Asser berichtet hingegen in seinem Leben des Königs Alfred, dass die Heiden Geat selbst lange Zeit als Gott verehrten. Der altnordische Name Gautr ist ein häufiger Beiname Odins. Die angelsächsische Stammlinie von Woden über Geat bis zu Sceaf wurde von Snorri Sturluson in die Einleitung zur Prosa-Edda aufgenommen und fand so Eingang in die nordische Sagaliteratur.
Der Geschichtsschreiber Æthelweard berichtet in seiner Chronica über Sceaf:

“This Scef came in a light boat to an island of the ocean which is called Scani, arms around about him, and he was a very young boy, unknown to the dwellers in the land. But he was accepted by them and cared for like one of their own kind, and afterwards they chose him as king, from whose family descended King Æthelwulf.”

„Dieser Scef kam in einem leichten Boot zu einer Insel im Ozean, die Scani genannt wurde, um ihn herum lagen Waffen und er war ein junger Knabe, den Bewohnern dieses Landes völlig unbekannt. Jedoch wurde er von ihnen wie einer aus ihrer Sippe aufgenommen und versorgt, und später wählten sie ihn zu ihrem König, von dessen Familie König Æthelwulf abstammte.“

William von Malmesbury schrieb:

“[…] Sceaf; who, as some affirm, was driven on a certain island in Germany, called Scandza, (of which Jornandes, the historian of the Goths, speaks), a little boy in a skiff, without any attendant, asleep, with a handful of corn at his head, whence he was called Sceaf; and, on account of his singular appearance, being well received by the men of that country, and carefully educated, in his riper age he reigned in a town which was called Slaswic, but at present Haithebi; which country, called old Anglia, whence the Angles came into Britain, is situated between the Saxons and the Goths.”

„[…] Sceaf; der, wie einige behaupten, bei einer bestimmten Insel in Germanien angetrieben wurde, die Scandza hieß, (von der Jornandes, der Geschichtsschreiber der Goten, sprach), ein kleiner Junge in einem Nachen, ohne jegliche Begleitung, schlafend, mit einer Handvoll Korn bei seinem Kopf, daher nannte man ihn Sceaf; und wegen seiner einzigartigen Erscheinung, wurde er von den Männern dieses Gebietes wohlwollend aufgenommen und behutsam aufgezogen, in seinen reiferen Jahren regierte er in einer Stadt, die Slaswic genannt wurde, aber nunmehr Haithebi; Dieses Land, geheißen Alt-Anglia, von woher die Angeln nach Britannien kamen, befindet sich zwischen dem der Sachsen und der Goten.“

Die Angelsächsischen Chroniken aus dem Jahre 855, in den Versionen B und C, berichten stattdessen, dass Sceaf auf Noahs Arche geboren worden sei und sehen in ihm einen Sohn Noahs. Sie führen es fort bis zu Adam und Eva, wie es im Buch Genesis steht.
Sceaf ist außerhalb der englischen Quellen weitgehend unbekannt, außer in einer Erwähnung in Snorri Sturlusons Einleitung zur Prosa-Edda, die sich auf die englischen Quellen stützt.

### Beowulf, Scyld Scefing
Das altenglische Gedicht Beowulf setzt die Geschichte von dem Jungen im Boot stattdessen mit dem dänischen Königshaus in Verbindung und sieht in ihm Skjöld, den legendären Namensgeber der königlichen Linie der Scyldingen oder der Skjöldungen. In den ersten Zeilen des Beowulf wird „Scyld Scefing“ erwähnt, was entweder als „Scyld Sohn von Scef“ oder „Scyld von der Garbe“ bedeuten kann. Die genaue Bedeutung gibt der Verfasser des Gedichts nicht an, jedoch beschreibt er im Zusammenhang mit der Herrlichkeit der Regentschaft Scylds dessen Begräbnis und wie dabei sein Körper in ein Schiff gelegt und mit Schätzen umgeben wurde mit folgenden Worten:
„Sie schmückten seinen Körper nicht weniger reich

als mit Gaben wie es die ersten einst taten

die ihn als Kind entsendet hatten

und übergaben ihn allein hinaus zu den Wellen.“
Keine anderen Quellen berichten etwas Ähnliches über Scyld/Skjöld, so dass nicht mit Bestimmtheit gesagt werden kann, ob es sich hier um ähnliche Geschichten von unterschiedlichen Helden handelt oder ob zwei ursprünglich getrennte Figuren miteinander verknüpft wurden. Als Scylds Sohn wird Beowulf Scylding angegeben, der aber nicht identisch mit dem Protagonisten des Epos ist. Es wird angenommen, dass der Verfasser des Epos versehentlich den Namen Beow als Beowulf schrieb.

### Das Scyld/Sceaf-Ritual
Eine Verbindung zwischen Sceaf und Scyld (Sheaf und Shield) erscheint in den Abingdon Chronicles aus dem 13. Jahrhundert, die von einem Streit zwischen dem Abt von Abingdon und Männern aus Oxfordshire berichtet, bei dem es um die Besitzrechte einer Weidefläche mit dem Namen Beri geht. Der Disput wurde durch ein Ritual entschieden, bei dem die Mönche eine Garbe (sceaf) von Weizen auf einem Rundschild (scyld) platzierten und darauf eine brennende Wachskerze. Dann wurde es den Fluten der Themse überlassen, um zu sehen, wohin es treiben würde. Der Schild soll so lange genau in der Mitte der Themse geblieben sein, bis er am umstrittenen Feld ankam, das inzwischen aufgrund einer Überschwemmung eine Insel bildete, woraufhin er seine Richtung änderte und die Wiese zwischen der Themse und dem Iffley umrundete.

### Variationen der Sceaf-Stammlinien

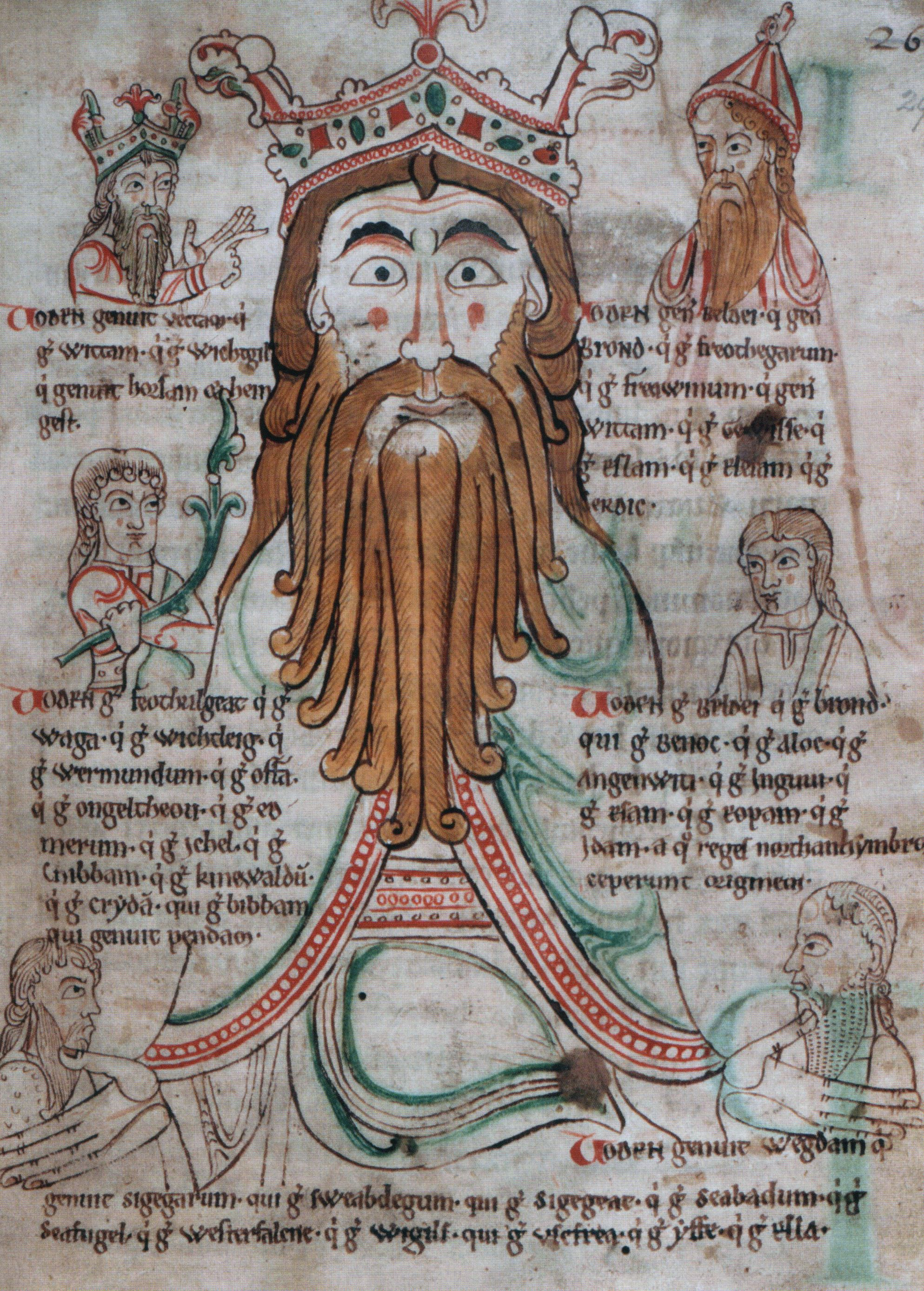
Woden als Stammvater angelsächsischer Königshäuser. Libellus de primo Saxonum uel Normannorum adventu; 12. Jahrhundert.

Scyld ist manchmal der Sohn von Sceaf und dann wieder der Sohn von Heremod, ein Nachfahre von Sceaf. William von Malmesbury kombiniert beide Varianten, indem er Scyld zu einem Sohn von Sceaf macht und diesen wiederum als Heremods Sohn bezeichnet, er leitet Heremods Abstammung bis zu Strephius, Sohn von Noah in der Arche ab.
Asser gibt in seinem Bericht Das Leben von Alfred größtenteils die Liste aus der „Angelsächsischen Chronik“ wieder. Er ersetzt lediglich den Namen von Sceaf durch Seth, wobei er dessen Geburt in der Arche nicht erwähnt. Einige moderne Übersetzungen sehen in Seth „Sem“, einen Sohn von Noah aus der Genesis.
Einige Unterschiede zwischen den Stammbäumen sind einfache Auslassungen. Eine weitere Version der Abstammung macht „Seskef“ (wie er in der Edda bezeichnet wird) zu Noahs Sohn.
Das Beowulfepos nennt zudem als frühere Dänenkönige, die vor Scyld Scefing geherrscht haben, Heremod und Ecgwela, ohne eine genealogische Verbindung anzugeben.
| Sceaf und seine unterschiedlichen Abstammungslinien | Sceaf und seine unterschiedlichen Abstammungslinien | Sceaf und seine unterschiedlichen Abstammungslinien | Sceaf und seine unterschiedlichen Abstammungslinien | Sceaf und seine unterschiedlichen Abstammungslinien |
| Beowulf. 8. Jahrhundert?                            | Angelsächsische Chronik. aus dem Jahre 855          | Æthelweards Lateinische Chronik 11. Jahrhundert     | William von Malmesbury 12. Jahrhundert              | Prosa-Edda. 13. Jahrhundert                         |
| --------------------------------------------------- | --------------------------------------------------- | --------------------------------------------------- | --------------------------------------------------- | --------------------------------------------------- |
|                                                     | Noe                                                 |                                                     | Noe                                                 | Magi                                                |
| Scēf                                                | Scef                                                | Strephius                                           | Seskef                                              |                                                     |
| Bedwig                                              |                                                     | Bedwigius                                           | Beðvig                                              |                                                     |
| (Ecgwela?)                                          | Hwala                                               | Gwala                                               |                                                     |                                                     |
|                                                     | Hratha                                              | Hadra                                               | Athra (Annarr)                                      |                                                     |
| Ītermon                                             | Stermon                                             | Ítrmann                                             |                                                     |                                                     |
| Heremōd                                             | Heremōd                                             | Heremodius                                          | Hermóðr                                             |                                                     |
|                                                     |                                                     | Sceaf                                               |                                                     |                                                     |
| Scyld Scēafing                                      | Sceldwa                                             | Sceldius                                            | Sceldius                                            | Skjaldun (Skjöldr)                                  |
| Bēowulf Scylding                                    | Bēaw                                                | Beowius                                             | Beowius                                             | Bjáf (Bjárr)                                        |
|                                                     | Tætwa                                               | Tætwa                                               | Tetius                                              |                                                     |
| Gēat                                                | Geat                                                | Getius                                              | Ját                                                 |                                                     |

Es ist möglich, dass der Name „Beaw“, des Sohnes von Scyld, eine Variante von „Beow“ (Gerste) ist und dass sich diese Figuren teilweise durch die Überlieferungen von König Sheave und seinem Sohn Barley mit dem Schild-Element vermischt haben. Vielleicht führte eine missverständliche Übersetzung von Scyld Scefing als „Scyld von Scefing“ anstatt „Scyld von der Garbe“ zu der Geschichte mit dem Boot und der vermeintliche Vater Scyld wurde auf Sceaf übertragen und ist dadurch zum wahren König der ersten Dynastie geworden. Es könnte also zu Verwechslungen zwischen dem dänischen Scyld/Skjöld und dem angelsächsischen Sceaf gekommen sein. Der Möglichkeit, dass Bedwig Sohn Sceaf eine Verballhornung von Beaw Sohn Scyld ist, widersprechen die Wissenschaftler jedoch. Als Nachfahren von Sceaf sind nur Scyld, Beaw und Heremod sicher bekannt.

## Tolkiens Rezeption: King Sheave
J. R. R. Tolkien beschrieb Sceaf in seinem Gedicht King Sheave, das nach seinem Tode in „The Lost Road and Other Writings“ und in leicht überarbeiteter Form auch als Prosa-Erzählung in „The Notion Club Papers (Teil 2)“ im Band 9 der „History of Middle-earth“ (Sauron Defeated) erschienen ist.
In Tolkiens Erzählung wird ein Schiff an der Küste eines nördlichen Landes der Langobarden angeschwemmt. Es wurde auf den Strand gespült. Die Bewohner dieses Landes betraten es und fanden einen wunderhübschen Jungen mit dunklem Haar. Er lag dort schlafend, sein Kopf ruhte auf einer Garbe von goldenem Korn (a sheaf of corn) und neben ihm lag eine silberne Harfe. Sie trugen den schlafenden Knaben in ihr Dorf und bewachten ihn in einer Scheune. Am folgenden Morgen erwachte er und sang in einer ihnen fremden Sprache ein Lied, das alle Schrecken und Ängste aus den Herzen jener verbannte, die es hörten. Der Knabe lehrte sie den Anbau von Weizen und die Vorratshaltung. Dadurch erlangten sie Wohlstand und Ansehen, weshalb sie ihn später zu ihrem König ernannten, und mit einem Kranz aus goldenem Weizen krönten. Tolkiens Sheave zeugte sieben Söhne, aus denen die Geschlechter der Dänen, Goten, Schweden, Normannen, Franken, Friesen, Schwertmänner (Brongdingas), Sachsen, Schwaben, Engländer und die Langobarden abstammten. Sheave wurde nach seinem Tode in einem mit Waffen und Schätzen beladenen Schiff beigesetzt und wieder den Weiten des Meeres übergeben, um dorthin zurückzukehren, woher er einst gekommen war.
Diese Beisetzung beschreibt Tolkien in einem Essay folgendermaßen:

„[…] Schätze aus Gold und Gemmen, feine Kleider und kostbare Stoffe wurden ihm zur Seite gelegt. Sein goldenes Banner flatterte über seinem Kopf. Auf diese Weise war er reicher ausgestattet, als damals, als er zu ihnen gekommen war und sie schoben ihn hinaus auf die See und die See zog ihn mit sich, und das Schiff trug ihn ungesteuert weit fort in den äußersten Westen, hinaus aus der Sicht und den Gedanken der Menschen. Niemals erfuhren sie, wer ihn erwartete, noch in welchem Hafen er am Ende seiner Reise ankam. […] Aber keines der Kinder des Sheaf, ging auf diesem Weg, und manche von ihnen lebten anfangs bis zu einem hohen Alter, […] da hätte man sie in große Gräber aus Stein gelegt oder in Gräber, wie grüne Hügel, und die meisten von diesen lagen am westlichen Meer, […] wo sie von den Männern gesehen werden konnten, die ihre Schiffe zwischen den Schatten des Meeres hindurchsteuerten.“